# China Pacific Insurance
China Pacific Insurance (CPIC) ist ein chinesisches Unternehmen mit Sitz in Shanghai.
CPIC wurde 1991 gegründet und wird gegenwärtig von Gao Guofu geleitet. Das Unternehmen ist die zweitgrößte chinesische Schadenversicherung (nach People’s Insurance Company of China) und die drittgrößte chinesische Lebensversicherung (nach China Life Insurance und Ping An Insurance).

## Aktionärsstruktur
Mit Stand vom 27. März 2025:
| Aktionär                                              | Anzahl Aktien | Anteil in % |
| ----------------------------------------------------- | ------------- | ----------- |
| HKSCC Nominees Limited                                | 2,772,616,357 | 28,82 %     |
| Shenergy (Group) Co., Ltd.                            | 1,352,129,014 | 14.05       |
| Hwabao Investment Co., Ltd.                           | 1,284,277,846 | 13.35       |
| Shanghai State-Owned Assets Operation Co., Ltd.       | 609,929,956   | 6.34        |
| Shanghai Haiyan Investment Management Company Limited | 468,828,104   | 4.87        |
| HKSCC                                                 | 272,020,360   | 2.83        |
| China Securities Finance Co., Ltd.                    | 271,089,843   | 2.82        |
| Shanghai International Group                          | 160,000,000   | 1.66        |
| Yunnan Hehe (Group) Company Limited                   | 91,868,387    | 0.95        |
| Shanghai Jiushi Company Limited                       | 90,949,460    | 0.95        |